# Meiopsyllus marinae
Meiopsyllus marinae is een eenoogkreeftjessoort uit de familie van de Paramesochridae. De wetenschappelijke naam van de soort is voor het eerst geldig gepubliceerd in 1994 door Cottarelli & Forniz.